# Белый охотник, чёрное сердце
«Белый охотник, чёрное сердце» (англ. White Hunter, Black Heart) — приключенческий фильм режиссёра Клинта Иствуда 1990 года. Экранизация романа 1953 года Питера Виртела.

## Сюжет
1950-е годы. Кинорежиссёр и охотник Джон Уилсон отправляется в Африку на съемки фильма. Компанию ему составляет сценарист Пит Веррилл. Впрочем цель Уилсона не фильм, а очередной трофей — слон с большими бивнями. Между Верриллом очарованным природой континента и азартным охотником Уилсоном возникает конфликт. Найти слонов помогает местный чернокожий следопыт Киву. Уилсон берет на прицел великолепного самца, но, замечая, что тот на самом деле защищает слоненка, медлит с выстрелом. Следопыт, пытаясь спасти белого охотника гибнет.

## В ролях
- Клинт Иствуд — Джон Уилсон
- Джефф Фэйи — Пит Веррилл
- Джордж Дзундза — Пол Лэндерс
- Алан Армстронг — Ральф Локхарт
- Мариса Беренсон — Кей Гибсон
- Тимоти Сполл — Ходкинс
- Мел Мартин — миссис Макгрегор
- Ричард Вэнстоун — Фил Данкан
- Родди Мод-Роксби — Томпсон
- Эдвард Тюдор-Поул — Рейссар
- Норман Ламсден — Батлер Джордж
- Шарлотт Корнуэлл — мисс Уилдинг
- Ричард Уоруик — Бэзил Филдс
- Кэтрин Нилсон — Ирен Саундерс

## Съёмочная группа
- Режиссёр: Клинт Иствуд
- Сценарий: Берт Кеннеди, Питер Виртел, Джеймс Бриджес
- Продюсер: Клинт Иствуд
- Оператор: Джек Н. Грин
- Художник: Джон Грэйсмарк
- Композитор: Ленни Найхауз
- Монтаж: Джоэл Кокс

Прототипом героя Иствуда в фильме был режиссёр Джон Хьюстон — постановщик картины «Африканская королева» (1951). Фильм был снят по роману Питера Виртела, сопровождавшего Хьюстона в Африку на эти съёмки.

## Критика
Фильм был включен в программу Каннского кинофестиваля 1990 года. Из 35 рецензий на сайте Rotten Tomatoes 30 были положительными, рейтинг свежести составил 86 %. Консенсус критиков: «это мощная, умная, захватывающая медитация на тему мужественности и неуверенности художников».
Оценка критиками фильма со временем возросла, особенно в свете фильмов, снятых Иствудом сразу после него. Джим Хоберман из журнала «The Village Voice» написал, что это лучшая работа Иствуда до выхода «Непрощенного». Дейв Кер и Джонатан Розенбаум считают фильм шедевром, причем Розенбаум указывает на брехтовскую природу игры Иствуда, так как Иствуд никогда не исчезает в том образе, который он воплощает.

### Кассовые сборы
Общие сборы фильмы составили чуть более 2 миллионов долларов, что значительно ниже бюджета фильма в 24 миллиона долларов.